# Élections municipales de 2020 dans la Seine-Maritime
Des élections municipales étaient prévues les 15 et 22 mars 2020. Comme dans le reste de la France, le report du second tour est annoncé en pleine crise sanitaire liée à la propagation du coronavirus (COVID-19).

## Maires sortants et maires élus
À l'exception de Duclair, Fécamp, Gournay-en-Bray et Mont-Saint-Aignan, les candidats de gauche parviennent à récupérer les villes perdues lors du scrutin précédent, à Eu, Lillebonne et Montivilliers. La gauche gagne également à Barentin, mais cède Saint-Valery-en-Caux à la droite, ainsi que Bolbec et Petit-Caux à des candidats sans étiquette. La droite se fait aussi surprendre à Bois-Guillaume face à un candidat divers, tandis que le Premier ministre Édouard Philippe l'emporte facilement au Havre, la principale ville du département avec Rouen, conservée par le PS.
| Commune                    | Population | Maire sortant                 | Parti | Parti | Maire élu                     | Parti | Parti |
| -------------------------- | ---------- | ----------------------------- | ----- | ----- | ----------------------------- | ----- | ----- |
| Amfreville-la-Mi-Voie      | 3 273      | Luc Von Lennep                |       | PS    | Hugo Langlois                 |       | PS    |
| Barentin                   | 11 822     | Michel Bentot                 |       | MRSL  | Christophe Bouillon           |       | PS    |
| Bihorel                    | 8 398      | Pascal Houbron                |       | UDI   | Pascal Houbron                |       | UDI   |
| Bois-Guillaume             | 13 796     | Gilbert Renard                |       | LR    | Théo Perez                    |       | SE    |
| Bolbec                     | 11 417     | Dominique Metot               |       | DVG   | Christophe Doré               |       | SE    |
| Bonsecours                 | 6 462      | Laurent Grelaud               |       | PS    | Laurent Grelaud               |       | PS    |
| Boos                       | 3 810      | Françoise Tiercelin           |       | DVD   | Bruno Grisel                  |       | DVD   |
| Canteleu                   | 14 181     | Mélanie Boulanger             |       | PS    | Mélanie Boulanger             |       | PS    |
| Cany-Barville              | 3 052      | Jean-Pierre Thévenot          |       | PS    | Jean-Pierre Thévenot          |       | PS    |
| Caudebec-lès-Elbeuf        | 10 335     | Laurent Bonnaterre            |       | DVG   | Laurent Bonnaterre            |       | DVG   |
| Cléon                      | 4 994      | Frédéric Marche               |       | PS    | Frédéric Marche               |       | DVG   |
| Darnétal                   | 9 707      | Christian Lecerf              |       | DVD   | Christian Lecerf              |       | DVD   |
| Déville-lès-Rouen          | 10 492     | Dominique Gambier             |       | DVG   | Dominique Gambier             |       | DVG   |
| Dieppe                     | 29 080     | Nicolas Langlois              |       | PCF   | Nicolas Langlois              |       | PCF   |
| Duclair                    | 4 198      | Jean Delalandre               |       | LR    | Jean Delalandre               |       | LR    |
| Elbeuf                     | 16 166     | Djoudé Merabet                |       | PS    | Djoudé Merabet                |       | PS    |
| Eu                         | 6 883      | Yves Derrien                  |       | DVD   | Michel Barbier                |       | PCF   |
| Fécamp                     | 18 641     | Marie-Agnès Poussier-Winsback |       | LR    | Marie-Agnès Poussier-Winsback |       | LR    |
| Forges-les-Eaux            | 3 805      | Michel Lejeune                |       | LR    | Michel Lejeune                |       | LR    |
| Franqueville-Saint-Pierre  | 6 123      | Philippe Leroy                |       | DVD   | Bruno Guilbert                |       | DVD   |
| Gonfreville-l'Orcher       | 9 057      | Alban Bruneau                 |       | PCF   | Alban Bruneau                 |       | PCF   |
| Gournay-en-Bray            | 6 072      | Éric Picard                   |       | LR    | Éric Picard                   |       | DVD   |
| Grand-Couronne             | 9 648      | Patrice Dupray                |       | PCF   | Julie Lesage                  |       | PS    |
| Gruchet-le-Valasse         | 3 160      | Didier Péralta                |       | MRSL  | Didier Péralta                |       | MRSL  |
| Harfleur                   | 8 449      | Christine Morel               |       | PCF   | Christine Morel               |       | PCF   |
| Isneauville                | 3 158      | Pierre Peltier                |       | DVD   | Pierre Peltier                |       | DVD   |
| Le Grand-Quevilly          | 25 698     | Marc Massion                  |       | PS    | Nicolas Rouly                 |       | PS    |
| Le Havre                   | 170 147    | Jean-Baptiste Gastinne        |       | LR    | Édouard Philippe              |       | DVD   |
| Le Houlme                  | 4 050      | Daniel Grenier                |       | PCF   | Daniel Grenier                |       | PCF   |
| Le Mesnil-Esnard           | 7 967      | Norbert Thory                 |       | DVD   | Jean-Marc Vennin              |       | DVD   |
| Le Petit-Quevilly          | 21 995     | Charlotte Goujon              |       | PS    | Charlotte Goujon              |       | PS    |
| Le Trait                   | 4 942      | Patrick Callais               |       | DVG   | Patrick Callais               |       | DVG   |
| Le Tréport                 | 4 870      | Laurent Jacques               |       | PCF   | Laurent Jacques               |       | PCF   |
| Lillebonne                 | 8 894      | Philippe Leroux               |       | DVD   | Christine Déchamps            |       | DVG   |
| Malaunay                   | 6 110      | Guillaume Coutey              |       | PS    | Guillaume Coutey              |       | PS    |
| Maromme                    | 10 908     | David Lamiray                 |       | PS    | David Lamiray                 |       | PS    |
| Mont-Saint-Aignan          | 18 850     | Catherine Flavigny            |       | LR    | Catherine Flavigny            |       | LR    |
| Montivilliers              | 15 612     | Daniel Fidelin                |       | LR    | Jérôme Dubost                 |       | PS    |
| Montville                  | 4 760      | Myriam Travers                |       | UDI   | Anne-Sophie Clabaut           |       | DVD   |
| Neufchâtel-en-Bray         | 4 737      | Xavier Lefrançois             |       | LR    | Xavier Lefrançois             |       | LR    |
| Notre-Dame-de-Bondeville   | 7 015      | Myriam Mulot                  |       | LFI   | Myriam Mulot                  |       | LFI   |
| Octeville-sur-Mer          | 5 918      | Jean-Louis Rousselin          |       | DVD   | Jean-Louis Rousselin          |       | DVD   |
| Offranville                | 3 119      | Imelda Vandecandelaere        |       | DVD   | Imelda Vandecandelaere        |       | DVD   |
| Oissel                     | 11 895     | Stéphane Barré                |       | PCF   | Stéphane Barré                |       | PCF   |
| Pavilly                    | 6 308      | François Tierce               |       | SE    | François Tierce               |       | SE    |
| Petit-Caux                 | 9 553      | Patrick Martin                |       | PS    | Patrice Philippe              |       | SE    |
| Petit-Couronne             | 8 619      | Dominique Randon              |       | PS    | Joël Bigot                    |       | PS    |
| Port-Jérôme-sur-Seine      | 10 030     | Virginie Carolo               |       | DVD   | Virginie Carolo               |       | DVD   |
| Quincampoix                | 2 994      | Éric Herbet                   |       | DVD   | Éric Herbet                   |       | DVD   |
| Rives-en-Seine             | 4 259      | Bastien Coriton               |       | DVG   | Bastien Coriton               |       | DVG   |
| Rouen                      | 110 145    | Yvon Robert                   |       | PS    | Nicolas Mayer-Rossignol       |       | PS    |
| Saint-Aubin-lès-Elbeuf     | 8 309      | Jean-Marie Masson             |       | DVG   | Karine Bendjebara-Blais       |       | DVG   |
| Saint-Étienne-du-Rouvray   | 28 641     | Joachim Moyse                 |       | PCF   | Joachim Moyse                 |       | PCF   |
| Saint-Léger-du-Bourg-Denis | 3 450      | Jean-Pierre Garcia            |       | LFI   | Géraldine Théry               |       | DVG   |
| Saint-Nicolas-d'Aliermont  | 3 705      | Blandine Lefebvre             |       | UDI   | Blandine Lefebvre             |       | UDI   |
| Saint-Pierre-lès-Elbeuf    | 8 202      | Patrice Désanglois            |       | PS    | Nadia Mezrar                  |       | DVG   |
| Saint-Romain-de-Colbosc    | 4 132      | Bertrand Girardin             |       | DVD   | Clotilde Eudier               |       | LR    |
| Saint-Valery-en-Caux       | 4 006      | Dominique Chauvel             |       | DVG   | Jean-François Ouvry           |       | DVD   |
| Sainte-Adresse             | 7 368      | Hubert Dejean de la Batie     |       | UDI   | Hubert Dejean de la Batie     |       | UDI   |
| Sotteville-lès-Rouen       | 28 965     | Luce Pane                     |       | PS    | Luce Pane                     |       | PS    |
| Terres-de-Caux             | 4 142      | Jean-Marc Vasse               |       | LR    | Jean-Marc Vasse               |       | LR    |
| Yvetot                     | 11 859     | Émile Canu                    |       | PS    | Émile Canu                    |       | PS    |

### Résultats en nombre de maires
| Partis       | Partis                               | Maires sortants | Maires élus | Évolution     |
| ------------ | ------------------------------------ | --------------- | ----------- | ------------- |
|              | Parti socialiste                     | 16              | 16          | en stagnation |
|              | Parti communiste français            | 8               | 8           | en stagnation |
|              | Divers gauche                        | 7               | 9           | 2             |
|              | La France insoumise                  | 2               | 1           | 1             |
| Total gauche | Total gauche                         | 33              | 34          | 1             |
|              | Union des démocrates et indépendants | 4               | 3           | 1             |
|              | Mouvement radical                    | 2               | 1           | 1             |
| Total centre | Total centre                         | 6               | 4           | 2             |
|              | Divers droite                        | 12              | 13          | 1             |
|              | Les Républicains                     | 10              | 7           | 3             |
| Total droite | Total droite                         | 22              | 20          | 2             |
|              | Sans étiquette                       | 1               | 4           | 3             |
| Total        | Total                                | 62              | 62          | -             |

## Résultats dans les communes de plus de3 000 habitants

### Amfreville-la-Mi-Voie
- Maire sortant : Luc Von Lennep (PS)
- 23 sièges à pourvoir au conseil municipal (population légale 2017 : 3 273 habitants)
- 1 siège à pourvoir au conseil communautaire (Métropole Rouen Normandie)

| Tête de liste            | Tête de liste            | Liste                    | Premier tour | Premier tour | Second tour | Second tour | Sièges | Sièges |
| Tête de liste            | Tête de liste            | Liste                    | Voix         | %            | Voix        | %           | CM     | CC     |
| ------------------------ | ------------------------ | ------------------------ | ------------ | ------------ | ----------- | ----------- | ------ | ------ |
|                          | Hugo Langlois            | PS                       | 443          | 45,57        | 478         | 55,84       | 18     | 1      |
|                          | Karima Paris             | PS diss.                 | 324          | 33,33        | 378         | 44,15       | 5      | 0      |
|                          | Aurélia Rousseeuw        | DVG                      | 205          | 21,09        | Retrait     | Retrait     | 0      | 0      |
|                          |                          |                          |              |              |             |             |        |        |
| Votes exprimés           | Votes exprimés           | Votes exprimés           | 972          | 97,79        | 856         | 93,45       |        |        |
| Votes blancs             | Votes blancs             | Votes blancs             | 15           | 1,51         | 26          | 2,84        |        |        |
| Votes nuls               | Votes nuls               | Votes nuls               | 7            | 0,70         | 34          | 3,71        |        |        |
| Total                    | Total                    | Total                    | 994          | 100          | 916         | 100         | 23     | 1      |
| Abstention               | Abstention               | Abstention               | 1 174        | 54,15        | 1 253       | 57,77       |        |        |
| Inscrits / participation | Inscrits / participation | Inscrits / participation | 2 168        | 45,85        | 2 169       | 42,23       |        |        |

### Barentin
- Maire sortant : Michel Bentot (MR)
- 33 sièges à pourvoir au conseil municipal (population légale 2017 : 11 822 habitants)
- 18 sièges à pourvoir au conseil communautaire (CC Caux-Austreberthe)

| Tête de liste            | Tête de liste            | Liste                    | Premier tour | Premier tour | Sièges | Sièges |
| Tête de liste            | Tête de liste            | Liste                    | Voix         | %            | CM     | CC     |
| ------------------------ | ------------------------ | ------------------------ | ------------ | ------------ | ------ | ------ |
|                          | Christophe Bouillon      | PS                       | 2 350        | 100,00       | 33     | 18     |
|                          |                          |                          |              |              |        |        |
| Votes exprimés           | Votes exprimés           | Votes exprimés           | 2 350        | 90,63        |        |        |
| Votes blancs             | Votes blancs             | Votes blancs             | 108          | 4,17         |        |        |
| Votes nuls               | Votes nuls               | Votes nuls               | 135          | 5,21         |        |        |
| Total                    | Total                    | Total                    | 2 593        | 100          | 33     | 18     |
| Abstention               | Abstention               | Abstention               | 6 074        | 70,08        |        |        |
| Inscrits / participation | Inscrits / participation | Inscrits / participation | 8 667        | 29,92        |        |        |

### Bihorel
- Maire sortant : Pascal Houbron (UDI)
- 29 sièges à pourvoir au conseil municipal (population légale 2017 : 8 398 habitants)
- 1 siège à pourvoir au conseil communautaire (Métropole Rouen Normandie)

| Tête de liste  | Tête de liste     | Liste               | Premier tour | Premier tour | Sièges | Sièges |
| Tête de liste  | Tête de liste     | Liste               | Voix         | %            | CM     | CC     |
| -------------- | ----------------- | ------------------- | ------------ | ------------ | ------ | ------ |
|                | Pascal Houbron    | UDI                 | 1 457        | 56,63        | 23     | 1      |
|                | Baptiste Boulland | DVG-EELV-PS-PP-LRDG | 1 116        | 43,37        | 6      | 0      |
|                |                   |                     |              |              |        |        |
| Inscrits       | Inscrits          | Inscrits            | 5 927        | 100,00       |        |        |
| Abstentions    | Abstentions       | Abstentions         | 3 295        | 55,59        |        |        |
| Votants        | Votants           | Votants             | 2 632        | 44,41        |        |        |
| Blancs et nuls | Blancs et nuls    | Blancs et nuls      | 59           | 2,24         |        |        |
| Exprimés       | Exprimés          | Exprimés            | 2 573        | 97,76        |        |        |

### Bois-Guillaume
- Maire sortant : Gilbert Renard (LR)
- 33 sièges à pourvoir au conseil municipal (population légale 2017 : 13 796 habitants)
- 3 sièges à pourvoir au conseil communautaire (Métropole Rouen Normandie)

| Tête de liste | Tête de liste          | Liste       | Premier tour | Premier tour | Second tour | Second tour | Sièges | Sièges |
| Tête de liste | Tête de liste          | Liste       | Voix         | %            | Voix        | %           | CM     | CC     |
| ------------- | ---------------------- | ----------- | ------------ | ------------ | ----------- | ----------- | ------ | ------ |
|               | Théo Perez             | SE          | 1 555        | 37,05        | 2 059       | 46,52       | 25     | 2      |
|               | Marie-Françoise Guguin | LR          | 1 305        | 31,09        | 1 780       | 40,22       | 6      | 0      |
|               | Philippe Couvreur      | LREM        | 941          | 22,42        | 587         | 13,26       | 2      | 0      |
|               | Alain Ternisien        | MoDem       | 396          | 9,43         |             |             |        |        |
|               |                        |             |              |              |             |             |        |        |
| Inscrits      | Inscrits               | Inscrits    | 10 311       | 100,00       | 10 321      |             |        |        |
| Abstentions   | Abstentions            | Abstentions | 6 017        | 58,36        | 5 815       | 56,34       |        |        |
| Votants       | Votants                | Votants     | 4 294        | 41,64        | 4 506       | 43,66       |        |        |
| Blancs        | Blancs                 | Blancs      | 47           | 1,09         | 47          | 1,04        |        |        |
| Nuls          | Nuls                   | Nuls        | 50           | 1,16         | 33          | 0,73        |        |        |
| Exprimés      | Exprimés               | Exprimés    | 4 197        | 97,74        | 4 426       | 98,22       |        |        |

### Bolbec
- Maire sortant : Dominique Métot (DVG)
- 33 sièges à pourvoir au conseil municipal (population légale 2017 : 11 417 habitants)
- 13 sièges à pourvoir au conseil communautaire (CA Caux Seine Agglo)

| Tête de liste  | Tête de liste    | Liste          | Premier tour | Premier tour | Second tour | Second tour | Sièges | Sièges |
| Tête de liste  | Tête de liste    | Liste          | Voix         | %            | Voix        | %           | CM     | CC     |
| -------------- | ---------------- | -------------- | ------------ | ------------ | ----------- | ----------- | ------ | ------ |
|                | Christophe Doré  | DIV            | 1 343        | 44,06        | 1 390       | 50,58       | 26     | 9      |
|                | Douglas Potier   | DVD            | 598          | 19,62        | 563         | 20,49       | 3      | 1      |
|                | Jean-Marc Orain  | DVG (EÉLV-PCF) | 425          | 13,94        | 362         | 13,17       | 2      | 1      |
|                | Rachid Chebli    | LFI            | 343          | 11,25        | 219         | 7,97        | 1      | 0      |
|                | Xavier Darrouzet | DIV            | 339          | 11,12        | 214         | 7,79        | 1      | 0      |
|                |                  |                |              |              |             |             |        |        |
| Inscrits       | Inscrits         | Inscrits       | 7 230        | 100,00       | 7 248       | 100,00      |        |        |
| Abstentions    | Abstentions      | Abstentions    | 4 025        | 55,67        | 4 419       | 60,97       |        |        |
| Votants        | Votants          | Votants        | 3 205        | 44,33        | 2 829       | 39,03       |        |        |
| Blancs et nuls | Blancs et nuls   | Blancs et nuls | 157          | 4,90         | 81          | 2,86        |        |        |
| Exprimés       | Exprimés         | Exprimés       | 3 048        | 95,10        | 2 748       | 97,14       |        |        |

### Bonsecours
- Maire sortant : Laurent Grelaud (PS)
- 29 sièges à pourvoir au conseil municipal (population légale 2017 : 6 462 habitants)
- 1 siège à pourvoir au conseil communautaire (Métropole Rouen Normandie)

| Tête de liste  | Tête de liste   | Liste          | Premier tour | Premier tour | Sièges | Sièges |
| Tête de liste  | Tête de liste   | Liste          | Voix         | %            | CM     | CC     |
| -------------- | --------------- | -------------- | ------------ | ------------ | ------ | ------ |
|                | Laurent Grelaud | PS             | 1 204        | 54,65        | 23     | 1      |
|                | Gwenaël Labarre | DVD            | 592          | 26,87        | 4      | 0      |
|                | Marylène Follet | PS diss.       | 407          | 18,47        | 2      | 0      |
|                |                 |                |              |              |        |        |
| Inscrits       | Inscrits        | Inscrits       | 5 022        | 100,00       |        |        |
| Abstentions    | Abstentions     | Abstentions    | 2 777        | 55,30        |        |        |
| Votants        | Votants         | Votants        | 2 245        | 44,70        |        |        |
| Blancs et nuls | Blancs et nuls  | Blancs et nuls | 42           | 1,87         |        |        |
| Exprimés       | Exprimés        | Exprimés       | 2 203        | 98,13        |        |        |

### Boos
- Maire sortant : Françoise Tiercelin (SE)
- 27 sièges à pourvoir au conseil municipal (population légale 2017 : 3 810 habitants)
- 1 siège à pourvoir au conseil communautaire (Métropole Rouen Normandie)

| Tête de liste  | Tête de liste     | Liste          | Premier tour | Premier tour | Sièges | Sièges |
| Tête de liste  | Tête de liste     | Liste          | Voix         | %            | CM     | CC     |
| -------------- | ----------------- | -------------- | ------------ | ------------ | ------ | ------ |
|                | Bruno Grisel      | DVD            | 808          | 56,26        | 21     | 1      |
|                | François Caillaud | DVG            | 628          | 43,73        | 6      | 0      |
|                |                   |                |              |              |        |        |
| Inscrits       | Inscrits          | Inscrits       | 2 919        | 100,00       |        |        |
| Abstentions    | Abstentions       | Abstentions    | 1 437        | 49,23        |        |        |
| Votants        | Votants           | Votants        | 1 482        | 50,77        |        |        |
| Blancs et nuls | Blancs et nuls    | Blancs et nuls | 46           | 3,10         |        |        |
| Exprimés       | Exprimés          | Exprimés       | 1 436        | 96,90        |        |        |

### Canteleu
- Maire sortant : Mélanie Boulanger (PS)
- 33 sièges à pourvoir au conseil municipal (population légale 2017 : 14 181 habitants)
- 3 sièges à pourvoir au conseil communautaire (Métropole Rouen Normandie)

| Tête de liste  | Tête de liste     | Liste          | Premier tour | Premier tour | Sièges | Sièges |
| Tête de liste  | Tête de liste     | Liste          | Voix         | %            | CM     | CC     |
| -------------- | ----------------- | -------------- | ------------ | ------------ | ------ | ------ |
|                | Mélanie Boulanger | PS             | 1 943        | 100,00       | 33     | 3      |
|                |                   |                |              |              |        |        |
| Inscrits       | Inscrits          | Inscrits       | 8 762        | 100,00       |        |        |
| Abstentions    | Abstentions       | Abstentions    | 6 491        | 74,08        |        |        |
| Votants        | Votants           | Votants        | 2 271        | 25,92        |        |        |
| Blancs et nuls | Blancs et nuls    | Blancs et nuls | 328          | 14,44        |        |        |
| Exprimés       | Exprimés          | Exprimés       | 1 943        | 85,56        |        |        |

### Cany-Barville
- Maire sortant : Jean-Pierre Thévenot (PS)
- 23 sièges à pourvoir au conseil municipal (population légale 2017 : 3 052 habitants)
- 8 sièges à pourvoir au conseil communautaire (Communauté de communes de la Côte d'Albâtre)

| Tête de liste  | Tête de liste        | Liste          | Premier tour | Premier tour | Sièges | Sièges |
| Tête de liste  | Tête de liste        | Liste          | Voix         | %            | CM     | CC     |
| -------------- | -------------------- | -------------- | ------------ | ------------ | ------ | ------ |
|                | Jean-Pierre Thévenot | PS             | 876          | 68,70        | 20     | 7      |
|                | Xavier Batut         | LREM           | 399          | 31,29        | 3      | 1      |
|                |                      |                |              |              |        |        |
| Inscrits       | Inscrits             | Inscrits       | 2 040        | 100,00       |        |        |
| Abstentions    | Abstentions          | Abstentions    | 736          | 36,08        |        |        |
| Votants        | Votants              | Votants        | 1 304        | 63,92        |        |        |
| Blancs et nuls | Blancs et nuls       | Blancs et nuls | 29           | 2,22         |        |        |
| Exprimés       | Exprimés             | Exprimés       | 1 275        | 97,78        |        |        |

### Caudebec-lès-Elbeuf
- Maire sortant : Laurent Bonnaterre (DVG)
- 33 sièges à pourvoir au conseil municipal (population légale 2017 : 10 335 habitants)
- 2 sièges à pourvoir au conseil communautaire (Métropole Rouen Normandie)

| Tête de liste  | Tête de liste      | Liste          | Premier tour | Premier tour | Sièges | Sièges |
| Tête de liste  | Tête de liste      | Liste          | Voix         | %            | CM     | CC     |
| -------------- | ------------------ | -------------- | ------------ | ------------ | ------ | ------ |
|                | Laurent Bonnaterre | DVG            | 1 798        | 100,00       | 33     | 2      |
|                |                    |                |              |              |        |        |
| Inscrits       | Inscrits           | Inscrits       | 6 493        | 100,00       |        |        |
| Abstentions    | Abstentions        | Abstentions    | 4 463        | 68,74        |        |        |
| Votants        | Votants            | Votants        | 2 030        | 31,26        |        |        |
| Blancs et nuls | Blancs et nuls     | Blancs et nuls | 232          | 11,43        |        |        |
| Exprimés       | Exprimés           | Exprimés       | 1 798        | 88,57        |        |        |

### Cléon
- Maire sortant : Frédéric Marche (PS)
- 27 sièges à pourvoir au conseil municipal (population légale 2015 : 5 078 habitants)
- 1 siège à pourvoir au conseil communautaire (Métropole Rouen Normandie)

Dans une décision rendue le 15 septembre 2020, la justice administrative a annule ce scrutin.
| Tête de liste  | Tête de liste                  | Liste          | Premier tour | Premier tour | Sièges | Sièges |
| Tête de liste  | Tête de liste                  | Liste          | Voix         | %            | CM     | CC     |
| -------------- | ------------------------------ | -------------- | ------------ | ------------ | ------ | ------ |
|                | Fréderic Marche                | DVG            | 721          | 50,13        | 21     | 1      |
|                | Laëtitia Lefebvre Bellegueulle | DVG            | 276          | 19,19        | 2      | 0      |
|                | Ibrahim Dem                    | SE             | 239          | 16,62        | 2      | 0      |
|                | Michèle Burel                  | PS             | 202          | 14,04        | 2      | 0      |
|                |                                |                |              |              |        |        |
| Inscrits       | Inscrits                       | Inscrits       | 3 155        | 100,00       |        |        |
| Abstentions    | Abstentions                    | Abstentions    | 1 686        | 53,44        |        |        |
| Votants        | Votants                        | Votants        | 1 469        | 46,56        |        |        |
| Blancs et nuls | Blancs et nuls                 | Blancs et nuls | 31           | 2,11         |        |        |
| Exprimés       | Exprimés                       | Exprimés       | 1 438        | 97,89        |        |        |

### Darnétal
- Maire sortant : Christian Lecerf (DVD)
- 29 sièges à pourvoir au conseil municipal (population légale 2017 : 9 707 habitants)
- 2 siège à pourvoir au conseil communautaire (Métropole Rouen Normandie)

| Tête de liste  | Tête de liste      | Liste               | Premier tour | Premier tour | Sièges | Sièges |
| Tête de liste  | Tête de liste      | Liste               | Voix         | %            | CM     | CC     |
| -------------- | ------------------ | ------------------- | ------------ | ------------ | ------ | ------ |
|                | Christian Lecerf   | DVD                 | 1 296        | 64,32        | 24     | 2      |
|                | Florence Demiselle | DVG-PS-G.s-EÉLV-LFI | 719          | 35,68        | 5      | 0      |
|                |                    |                     |              |              |        |        |
| Inscrits       | Inscrits           | Inscrits            | 5 794        | 100,00       |        |        |
| Abstentions    | Abstentions        | Abstentions         | 3 707        | 63,98        |        |        |
| Votants        | Votants            | Votants             | 2 087        | 36,02        |        |        |
| Blancs et nuls | Blancs et nuls     | Blancs et nuls      | 72           | 3,45         |        |        |
| Exprimés       | Exprimés           | Exprimés            | 2 015        | 96,55        |        |        |

### Déville-lès-Rouen
- Maire sortant : Dominique Gambier (DVG)
- 33 sièges à pourvoir au conseil municipal (population légale 2017 : 10 492 habitants)
- 2 siège à pourvoir au conseil communautaire (Métropole Rouen Normandie)

| Tête de liste  | Tête de liste      | Liste          | Premier tour | Premier tour | Sièges | Sièges |
| Tête de liste  | Tête de liste      | Liste          | Voix         | %            | CM     | CC     |
| -------------- | ------------------ | -------------- | ------------ | ------------ | ------ | ------ |
|                | Dominique Gambier  | DVG            | 1 099        | 51,72        | 25     | 2      |
|                | Vincent Duchaussoy | PS-PRG-ND      | 1 026        | 48,28        | 8      | 0      |
|                |                    |                |              |              |        |        |
| Inscrits       | Inscrits           | Inscrits       | 6 730        | 100,00       |        |        |
| Abstentions    | Abstentions        | Abstentions    | 4 512        | 67,04        |        |        |
| Votants        | Votants            | Votants        | 2 218        | 32,96        |        |        |
| Blancs et nuls | Blancs et nuls     | Blancs et nuls | 93           | 4,19         |        |        |
| Exprimés       | Exprimés           | Exprimés       | 2 125        | 95,81        |        |        |

### Dieppe
- Maire sortant : Nicolas Langlois (PCF)
- 35 sièges à pourvoir au conseil municipal (population légale 2017 : 29 080 habitants)
- 23 sièges à pourvoir au conseil communautaire (CA de la Région Dieppoise)

| Tête de liste  | Tête de liste           | Liste          | Premier tour | Premier tour | Sièges | Sièges |
| Tête de liste  | Tête de liste           | Liste          | Voix         | %            | CM     | CC     |
| -------------- | ----------------------- | -------------- | ------------ | ------------ | ------ | ------ |
|                | Nicolas Langlois        | PCF-LFI        | 5 605        | 61,41        | 29     | 19     |
|                | André Gautier           | LR             | 1 618        | 17,73        | 3      | 2      |
|                | Dominique Garçonnet     | DVC            | 1 001        | 10,97        | 2      | 1      |
|                | Louis-Armand de Béjarry | RN             | 781          | 8,56         | 1      | 1      |
|                | Éric Moisan             | LO             | 122          | 1,34         | 0      | 0      |
|                |                         |                |              |              |        |        |
| Inscrits       | Inscrits                | Inscrits       | 21 438       | 100,00       |        |        |
| Abstentions    | Abstentions             | Abstentions    | 12 035       | 56,14        |        |        |
| Votants        | Votants                 | Votants        | 9 403        | 43,86        |        |        |
| Blancs et nuls | Blancs et nuls          | Blancs et nuls | 276          | 2,94         |        |        |
| Exprimés       | Exprimés                | Exprimés       | 9 127        | 97,06        |        |        |

### Duclair
- Maire sortant : Jean Delalandre (LR)
- 27 sièges à pourvoir au conseil municipal (population légale 2017 : 4 198 habitants)
- 1 siège à pourvoir au conseil communautaire (Métropole Rouen Normandie)

|                | Jean Delalandre | DVD            | 884   | 55,66  | 22 | 1 |  |  |
|                | Lukas Blanpain  | PS             | 603   | 37,97  | 5  | 0 |  |  |
|                | Virginie Macé   | DVD            | 101   | 6,36   | 0  | 0 |  |  |
|                |                 |                |       |        |    |   |  |  |
| Inscrits       | Inscrits        | Inscrits       | 3 121 | 100,00 |    |   |  |  |
| Abstentions    | Abstentions     | Abstentions    | 1 507 | 48,29  |    |   |  |  |
| Votants        | Votants         | Votants        | 1 614 | 51,71  |    |   |  |  |
| Blancs et nuls | Blancs et nuls  | Blancs et nuls | 26    | 1,61   |    |   |  |  |
| Exprimés       | Exprimés        | Exprimés       | 1 588 | 98,39  |    |   |  |  |

### Elbeuf
- Maire sortant : Djoudé Merabet (PS)
- 33 sièges à pourvoir au conseil municipal (population légale 2017 : 16 166 habitants)
- 3 sièges à pourvoir au conseil communautaire (Métropole Rouen Normandie)

| Tête de liste  | Tête de liste  | Liste          | Premier tour | Premier tour | Sièges | Sièges |
| Tête de liste  | Tête de liste  | Liste          | Voix         | %            | CM     | CC     |
| -------------- | -------------- | -------------- | ------------ | ------------ | ------ | ------ |
|                | Djoudé Merabet | PS             | 2 109        | 65,93        | 28     | 3      |
|                | Marie Durand   | RN             | 504          | 15,75        | 2      | 0      |
|                | Valérie Auvray | EELV           | 362          | 11,32        | 2      | 0      |
|                | Yanis Khalifa  | MoDem          | 224          | 7,00         | 1      | 0      |
|                |                |                |              |              |        |        |
| Inscrits       | Inscrits       | Inscrits       | 9 467        | 100,00       |        |        |
| Abstentions    | Abstentions    | Abstentions    | 6 172        | 65,19        |        |        |
| Votants        | Votants        | Votants        | 3 295        | 34,81        |        |        |
| Blancs et nuls | Blancs et nuls | Blancs et nuls | 96           | 2,91         |        |        |
| Exprimés       | Exprimés       | Exprimés       | 3 199        | 97,09        |        |        |

### Eu
- Maire sortant : Yves Derrien (DVD)
- 29 sièges à pourvoir au conseil municipal (population légale 2017 : 6 883 habitants)
- 12 sièges à pourvoir au conseil communautaire (Communauté de communes des Villes Sœurs)

| Tête de liste | Tête de liste         | Liste       | Premier tour | Premier tour | Second tour | Second tour | Sièges | Sièges |
| Tête de liste | Tête de liste         | Liste       | Voix         | %            | Voix        | %           | CM     | CC     |
| ------------- | --------------------- | ----------- | ------------ | ------------ | ----------- | ----------- | ------ | ------ |
|               | Michel Barbier        | PCF         | 924          | 35,09        | 1 232       | 49,02       | 22     | 8      |
|               | Yves Derrien          | DVC         | 633          | 24,04        | 840         | 33,43       | 5      | 2      |
|               | Isabelle Vandenberghe | DVC         | 454          | 17,24        | 840         | 33,43       | 5      | 2      |
|               | Stéphane Accard       | SE          | 268          | 10,18        | 228         | 9,07        | 1      | 0      |
|               | Françoise Duchaussoy  | RN          | 344          | 13,06        | 213         | 8,47        | 1      | 0      |
|               |                       |             |              |              |             |             |        |        |
| Inscrits      | Inscrits              | Inscrits    | 5 740        | 100,00       | 5 741       | 100,00      |        |        |
| Abstentions   | Abstentions           | Abstentions | 3 043        | 53,01        | 3 161       | 55,06       |        |        |
| Votants       | Votants               | Votants     | 2 697        | 46,99        | 2 580       | 44,94       |        |        |
| Blancs        | Blancs                | Blancs      | 28           | 1,04         | 41          | 1,59        |        |        |
| Nuls          | Nuls                  | Nuls        | 36           | 1,33         | 26          | 1,01        |        |        |
| Exprimés      | Exprimés              | Exprimés    | 2 623        | 45,87        | 2 513       | 97,40       |        |        |

### Fécamp
- Maire sortant : Marie-Agnès Poussier-Winsback (LR)
- 33 sièges à pourvoir au conseil municipal (population légale 2017 : 18 641 habitants)
- 28 sièges à pourvoir au conseil communautaire (CA Fécamp Caux Littoral Agglomération)

| Tête de liste | Tête de liste                 | Liste       | Premier tour | Premier tour | Second tour | Second tour | Sièges | Sièges |
| Tête de liste | Tête de liste                 | Liste       | Voix         | %            | Voix        | %           | CM     | CC     |
| ------------- | ----------------------------- | ----------- | ------------ | ------------ | ----------- | ----------- | ------ | ------ |
|               | Marie-Agnès Poussier-Winsback | LR-LC       | 2 683        | 49,67        | 2 905       | 51,52       | 25     | 21     |
|               | Patrick Jeanne                | PS          | 2 377        | 44,01        | 2 734       | 48,48       | 8      | 7      |
|               | Stéphane Talbot               | DVG-LFI     | 341          | 6,31         |             |             |        |        |
|               |                               |             |              |              |             |             |        |        |
| Inscrits      | Inscrits                      | Inscrits    | 13 766       | 100,00       | 13 772      | 100,00      |        |        |
| Abstentions   | Abstentions                   | Abstentions | 8 208        | 59,63        | 8 007       | 58,14       |        |        |
| Votants       | Votants                       | Votants     | 5 558        | 40,37        | 5 765       | 41,86       |        |        |
| Blancs        | Blancs                        | Blancs      | 72           | 1,30         | 73          | 1,27        |        |        |
| Nuls          | Nuls                          | Nuls        | 85           | 1,53         | 53          | 0,92        |        |        |
| Exprimés      | Exprimés                      | Exprimés    | 5 401        | 97,18        | 5 639       | 97,81       |        |        |

### Forges-les-Eaux
- Maire sortant : Michel Lejeune (LR)
- 27 sièges à pourvoir au conseil municipal (population légale 2017 : 3 805 habitants)
- 9 sièges à pourvoir au conseil communautaire (CC des Quatre Rivières)

| Tête de liste | Tête de liste     | Liste       | Premier tour | Premier tour | Second tour | Second tour | Sièges | Sièges |
| Tête de liste | Tête de liste     | Liste       | Voix         | %            | Voix        | %           | CM     | CC     |
| ------------- | ----------------- | ----------- | ------------ | ------------ | ----------- | ----------- | ------ | ------ |
|               | Michel Lejeune    | LR          | 588          | 42,39        | 827         | 49,64       | 22     | 7      |
|               | Frédéric Godebout | LR diss.    | 611          | 44,05        | 698         | 41,90       | 6      | 2      |
|               | Pascal Roger      | DVG         | 188          | 13,55        | 141         | 8,46        | 1      | 0      |
|               |                   |             |              |              |             |             |        |        |
| Inscrits      | Inscrits          | Inscrits    | 2 794        | 100,00       | 2 792       | 100,00      |        |        |
| Abstentions   | Abstentions       | Abstentions | 1 371        | 49,07        | 1 082       | 38,75       |        |        |
| Votants       | Votants           | Votants     | 1 423        | 50,93        | 1 710       | 61,25       |        |        |
| Blancs        | Blancs            | Blancs      | 17           | 1,19         | 18          | 1,05        |        |        |
| Nuls          | Nuls              | Nuls        | 19           | 1,34         | 26          | 1,52        |        |        |
| Exprimés      | Exprimés          | Exprimés    | 1 387        | 97,47        | 1 666       | 97,43       |        |        |

### Franqueville-Saint-Pierre
- Maire sortant : Philippe Leroy (LR)
- 29 sièges à pourvoir au conseil municipal (population légale 2017 : 6 123 habitants)
- 2 siège à pourvoir au conseil communautaire (Métropole Rouen Normandie)

| Tête de liste  | Tête de liste  | Liste          | Premier tour | Premier tour | Sièges | Sièges |
| Tête de liste  | Tête de liste  | Liste          | Voix         | %            | CM     | CC     |
| -------------- | -------------- | -------------- | ------------ | ------------ | ------ | ------ |
|                | Bruno Guilbert | DVD            | 1 075        | 53,40        | 23     | 1      |
|                | Hervé Chollois | SE             | 938          | 46,59        | 6      |        |
|                |                |                |              |              |        |        |
| Inscrits       | Inscrits       | Inscrits       | 4 734        | 100,00       |        |        |
| Abstentions    | Abstentions    | Abstentions    | 2 657        | 56,13        |        |        |
| Votants        | Votants        | Votants        | 2 077        | 43,87        |        |        |
| Blancs et nuls | Blancs et nuls | Blancs et nuls | 64           | 3,08         |        |        |
| Exprimés       | Exprimés       | Exprimés       | 2 013        | 96,92        |        |        |

### Gonfreville-l'Orcher
- Maire sortant : Alban Bruneau (PCF)
- 29 sièges à pourvoir au conseil municipal (population légale 2017 : 14 181 habitants)
- 4 sièges à pourvoir au conseil communautaire (Le Havre Seine Métropole)

| Tête de liste  | Tête de liste  | Liste          | Premier tour | Premier tour | Sièges | Sièges |
| Tête de liste  | Tête de liste  | Liste          | Voix         | %            | CM     | CC     |
| -------------- | -------------- | -------------- | ------------ | ------------ | ------ | ------ |
|                | Alban Bruneau  | PCF            | 1 996        | 100,00       | 29     | 4      |
|                |                |                |              |              |        |        |
| Inscrits       | Inscrits       | Inscrits       | 6 589        | 100,00       |        |        |
| Abstentions    | Abstentions    | Abstentions    | 4 432        | 67,26        |        |        |
| Votants        | Votants        | Votants        | 2 157        | 32,74        |        |        |
| Blancs et nuls | Blancs et nuls | Blancs et nuls | 161          | 7,46         |        |        |
| Exprimés       | Exprimés       | Exprimés       | 1 996        | 92,54        |        |        |

### Gournay-en-Bray
- Maire sortant : Éric Picard (DVD)
- 29 sièges à pourvoir au conseil municipal (population légale 2017 : 6 072 habitants)
- 14 siège à pourvoir au conseil communautaire (CC des 4 rivières)

| Tête de liste  | Tête de liste     | Liste          | Premier tour | Premier tour | Sièges | Sièges |
| Tête de liste  | Tête de liste     | Liste          | Voix         | %            | CM     | CC     |
| -------------- | ----------------- | -------------- | ------------ | ------------ | ------ | ------ |
|                | Éric Picard       | DVD            | 996          | 56,14        | 23     | 11     |
|                | Florence Legendre | DVG            | 778          | 43,85        | 6      | 3      |
|                |                   |                |              |              |        |        |
| Inscrits       | Inscrits          | Inscrits       | 4 248        | 100,00       |        |        |
| Abstentions    | Abstentions       | Abstentions    | 2 387        | 56,19        |        |        |
| Votants        | Votants           | Votants        | 1 861        | 43,81        |        |        |
| Blancs et nuls | Blancs et nuls    | Blancs et nuls | 87           | 4,67         |        |        |
| Exprimés       | Exprimés          | Exprimés       | 1 774        | 95,33        |        |        |

### Grand-Couronne
- Maire sortant : Patrice Dupray (PCF)
- 29 sièges à pourvoir au conseil municipal (population légale 2017 : 9 648 habitants)
- 3 sièges à pourvoir au conseil communautaire (Métropole Rouen Normandie)

| Tête de liste | Tête de liste   | Liste       | Premier tour | Premier tour | Second tour | Second tour | Sièges | Sièges |
| Tête de liste | Tête de liste   | Liste       | Voix         | %            | Voix        | %           | CM     | CC     |
| ------------- | --------------- | ----------- | ------------ | ------------ | ----------- | ----------- | ------ | ------ |
|               | Julie Lesage    | PS          | 1 081        | 39,14        | 1 405       | 49,16       | 22     | 2      |
|               | Patrice Dupray  | PCF-EÉLV    | 1 214        | 43,95        | 1 306       | 45,70       | 7      | 0      |
|               | Michel Fontaine | DVD         | 333          | 12,06        | 147         | 5,14        | 0      | 0      |
|               | Corinne Barris  | DVG         | 134          | 4,85         |             |             |        |        |
|               |                 |             |              |              |             |             |        |        |
| Inscrits      | Inscrits        | Inscrits    | 6 619        | 100,00       | 6 637       | 100,00      |        |        |
| Abstentions   | Abstentions     | Abstentions | 3 777        | 57,06        | 3 738       | 56,32       |        |        |
| Votants       | Votants         | Votants     | 2 842        | 42,94        | 2 899       | 43,68       |        |        |
| Blancs        | Blancs          | Blancs      | 41           | 1,44         | 24          | 0,83        |        |        |
| Nuls          | Nuls            | Nuls        | 39           | 1,37         | 17          | 0,59        |        |        |
| Exprimés      | Exprimés        | Exprimés    | 2 762        | 97,19        | 2 858       | 98,59       |        |        |

### Gruchet-le-Valasse
- Maire sortant : Didier Peralta (MR)
- 23 sièges à pourvoir au conseil municipal (population légale 2017 : 3 160 habitants)
- 3 siège à pourvoir au conseil communautaire (Caux Seine Agglo)

| Tête de liste  | Tête de liste  | Liste          | Premier tour | Premier tour | Sièges | Sièges |
| Tête de liste  | Tête de liste  | Liste          | Voix         | %            | CM     | CC     |
| -------------- | -------------- | -------------- | ------------ | ------------ | ------ | ------ |
|                | Didier Péralta | MR             | 738          | 73,14        | 20     | 3      |
|                | Philippe Mary  | SE             | 271          | 26,86        | 3      |        |
|                |                |                |              |              |        |        |
| Inscrits       | Inscrits       | Inscrits       | 2 165        | 100,00       |        |        |
| Abstentions    | Abstentions    | Abstentions    | 1 131        | 52,24        |        |        |
| Votants        | Votants        | Votants        | 1 034        | 47,76        |        |        |
| Blancs et nuls | Blancs et nuls | Blancs et nuls | 25           | 2,41         |        |        |
| Exprimés       | Exprimés       | Exprimés       | 1 009        | 97,58        |        |        |

### Harfleur
- Maire sortant : Christine Morel (PCF)
- 29 sièges à pourvoir au conseil municipal (population légale 2017 : 8 449 habitants)
- 4 siège à pourvoir au conseil communautaire (Le Havre Seine Métropole)

| Tête de liste  | Tête de liste   | Liste          | Premier tour | Premier tour | Sièges | Sièges |
| Tête de liste  | Tête de liste   | Liste          | Voix         | %            | CM     | CC     |
| -------------- | --------------- | -------------- | ------------ | ------------ | ------ | ------ |
|                | Christine Morel | PCF            | 1 043        | 59,06        | 23     | 3      |
|                | Nacéra Vieublé  | DVG            | 723          | 40,94        | 6      | 1      |
|                |                 |                |              |              |        |        |
| Inscrits       | Inscrits        | Inscrits       | 5 281        | 100,00       |        |        |
| Abstentions    | Abstentions     | Abstentions    | 3 432        | 64,99        |        |        |
| Votants        | Votants         | Votants        | 1 849        | 35,01        |        |        |
| Blancs et nuls | Blancs et nuls  | Blancs et nuls | 83           | 4,49         |        |        |
| Exprimés       | Exprimés        | Exprimés       | 1 766        | 95,51        |        |        |

### Isneauville
- Maire sortant : Pierre Peltier (DVD)
- 23 sièges à pourvoir au conseil municipal (population légale 2017 : 3 158 habitants)
- 1 siège à pourvoir au conseil communautaire (Métropole Rouen Normandie)

| Tête de liste  | Tête de liste  | Liste          | Premier tour | Premier tour | Sièges | Sièges |
| Tête de liste  | Tête de liste  | Liste          | Voix         | %            | CM     | CC     |
| -------------- | -------------- | -------------- | ------------ | ------------ | ------ | ------ |
|                | Pierre Peltier | DVD            | 583          | 100,00       | 23     | 1      |
|                |                |                |              |              |        |        |
| Inscrits       | Inscrits       | Inscrits       | 2 639        | 100,00       |        |        |
| Abstentions    | Abstentions    | Abstentions    | 1 937        | 73,40        |        |        |
| Votants        | Votants        | Votants        | 702          | 26,60        |        |        |
| Blancs et nuls | Blancs et nuls | Blancs et nuls | 119          | 16,95        |        |        |
| Exprimés       | Exprimés       | Exprimés       | 583          | 83,05        |        |        |

### Le Grand-Quevilly
- Maire sortant : Marc Massion (PS)
- 35 sièges à pourvoir au conseil municipal (population légale 2017 : 25 698 habitants)
- 7 sièges à pourvoir au conseil communautaire (Métropole Rouen Normandie)

| Tête de liste  | Tête de liste  | Liste            | Premier tour | Premier tour | Sièges | Sièges |
| Tête de liste  | Tête de liste  | Liste            | Voix         | %            | CM     | CC     |
| -------------- | -------------- | ---------------- | ------------ | ------------ | ------ | ------ |
|                | Nicolas Rouly  | PS-PCF-PRG-PP-ND | 6 111        | 79,77        | 32     | 5      |
|                | Ève Froger     | RN               | 1 550        | 20,23        | 3      | 0      |
|                |                |                  |              |              |        |        |
| Inscrits       | Inscrits       | Inscrits         | 18 718       | 100,00       |        |        |
| Abstentions    | Abstentions    | Abstentions      | 10 756       | 57,46        |        |        |
| Votants        | Votants        | Votants          | 7 962        | 45,54        |        |        |
| Blancs et nuls | Blancs et nuls | Blancs et nuls   | 301          | 3,78         |        |        |
| Exprimés       | Exprimés       | Exprimés         | 7 661        | 96,22        |        |        |

### Le Havre
- Maire sortant : Jean-Baptiste Gastinne (LR)
- 59 sièges à pourvoir au conseil municipal (population légale 2017 : 170 147 habitants)
- 18 sièges à pourvoir au conseil communautaire (CU Le Havre Seine Métropole)

| Tête de liste                                            | Tête de liste            | Liste                       | Premier tour | Premier tour | Second tour | Second tour | Sièges | Sièges |
| Tête de liste                                            | Tête de liste            | Liste                       | Voix         | %            | Voix        | %           | CM     | CC     |
| -------------------------------------------------------- | ------------------------ | --------------------------- | ------------ | ------------ | ----------- | ----------- | ------ | ------ |
|                                                          | Édouard Philippe         | LREM - LR - Agir            | 17 798       | 43,60        | 25 159      | 58,83       | 47     |        |
| Le Havre !                                               |                          |                             | 17 798       | 43,60        | 25 159      | 58,83       | 47     |        |
|                                                          | Jean-Paul Lecoq          | PCF - LFI - G·s - E! - PPLD | 14 646       | 35,88        | 17 604      | 41,17       | 12     |        |
| Un havre citoyen avec Jean-Paul Lecoq                    |                          |                             | 14 646       | 35,88        | 17 604      | 41,17       | 12     |        |
|                                                          | Alexis Deck              | EELV - PS - PRG - PP        | 3 382        | 8,28         |             |             |        |        |
| Le Havre écologie – demain commence aujourd'hui          |                          |                             | 3 382        | 8,28         |             |             |        |        |
|                                                          | Frédéric Groussard       | RN                          | 2 986        | 7,32         |             |             |        |        |
| Rassemblement national Le Havre                          |                          |                             | 2 986        | 7,32         |             |             |        |        |
|                                                          | Guillaume Milert         | DIV                         | 930          | 2,28         |             |             |        |        |
| Vivons Le Havre                                          |                          |                             | 930          | 2,28         |             |             |        |        |
|                                                          | Béatrice Canel Depitre   | PA                          | 800          | 1,96         |             |             |        |        |
| Le Havre animaliste                                      |                          |                             | 800          | 1,96         |             |             |        |        |
|                                                          | Magali Cauchois          | LO                          | 281          | 0,69         |             |             |        |        |
| Lutte ouvrière – Faire entendre le camp des travailleurs |                          |                             | 281          | 0,69         |             |             |        |        |
|                                                          |                          |                             |              |              |             |             |        |        |
| Votes exprimés                                           | Votes exprimés           | Votes exprimés              | 40 823       | 98,57        | 42 763      | 97,08       |        |        |
| Votes blancs                                             | Votes blancs             | Votes blancs                | 592          | 1,43         | 1 285       | 2,92        |        |        |
| Votes nuls                                               | Votes nuls               | Votes nuls                  | 0            | 0,00         | 0           | 0           |        |        |
| Total                                                    | Total                    | Total                       | 41 415       | 100          | 44 048      | 100         | 59     | 59     |
| Abstention                                               | Abstention               | Abstention                  | 63 226       | 60,42        | 60 787      | 57,98       |        |        |
| Inscrits / participation                                 | Inscrits / participation | Inscrits / participation    | 104 641      | 39,58        | 104 835     | 42,02       |        |        |

### Le Houlme
- Maire sortant : Daniel Grenier (PCF)
- 27 sièges à pourvoir au conseil municipal (population légale 2017 : 4 050 habitants)
- 1 siège à pourvoir au conseil communautaire (Métropole Rouen Normandie)

| Tête de liste  | Tête de liste   | Liste          | Premier tour | Premier tour | Sièges | Sièges |
| Tête de liste  | Tête de liste   | Liste          | Voix         | %            | CM     | CC     |
| -------------- | --------------- | -------------- | ------------ | ------------ | ------ | ------ |
|                | Daniel Grenier  | PCF            | 717          | 67,51        | 23     | 1      |
|                | Thierry Turpaud | DVD            | 345          | 32,48        | 4      | 0      |
|                |                 |                |              |              |        |        |
| Inscrits       | Inscrits        | Inscrits       | 3 065        | 100,00       |        |        |
| Abstentions    | Abstentions     | Abstentions    | 1 964        | 64,08        |        |        |
| Votants        | Votants         | Votants        | 1 101        | 35,92        |        |        |
| Blancs et nuls | Blancs et nuls  | Blancs et nuls | 39           | 3,54         |        |        |
| Exprimés       | Exprimés        | Exprimés       | 1 062        | 96,46        |        |        |

### Le Mesnil-Esnard
- Maire sortant : Norbert Thory (DVD)
- 29 sièges à pourvoir au conseil municipal (population légale 2017 : 7 967 habitants)
- 1 siège à pourvoir au conseil communautaire (Métropole Rouen Normandie)

| Tête de liste | Tête de liste             | Liste       | Premier tour | Premier tour | Second tour | Second tour | Sièges | Sièges |
| Tête de liste | Tête de liste             | Liste       | Voix         | %            | Voix        | %           | CM     | CC     |
| ------------- | ------------------------- | ----------- | ------------ | ------------ | ----------- | ----------- | ------ | ------ |
|               | Jean-Marc Vennin          | DVD         | 818          | 33,26        | 813         | 34,56       | 20     | 1      |
|               | Fabrice Louvet            | LR          | 500          | 20,33        | 614         | 26,10       | 4      | 0      |
|               | Brigitte Campello Morelli | SE          | 404          | 16,42        | 490         | 20,83       | 3      | 0      |
|               | Romain Feret              | DVD         | 250          | 10,16        | 490         | 20,83       | 3      | 0      |
|               | Sonia Bethencourt         | PS          | 487          | 19,80        | 435         | 18,49       | 2      | 0      |
|               |                           |             |              |              |             |             |        |        |
| Inscrits      | Inscrits                  | Inscrits    | 6 113        | 100,00       | 6 128       | 100,00      |        |        |
| Abstentions   | Abstentions               | Abstentions | 3 617        | 59,17        | 3 756       | 61,29       |        |        |
| Votants       | Votants                   | Votants     | 2 496        | 40,83        | 2 372       | 38,71       |        |        |
| Blancs        | Blancs                    | Blancs      | 18           | 0,72         | 10          | 0,42        |        |        |
| Nuls          | Nuls                      | Nuls        | 19           | 0,76         | 10          | 0,42        |        |        |
| Exprimés      | Exprimés                  | Exprimés    | 2 459        | 98,52        | 2 352       | 99,16       |        |        |

### Le Petit-Quevilly
- Maire sortant : Charlotte Goujon (PS)
- 35 sièges à pourvoir au conseil municipal (population légale 2017 : 21 995 habitants)
- 4 sièges à pourvoir au conseil communautaire (Métropole Rouen Normandie)

| Tête de liste  | Tête de liste    | Liste          | Premier tour | Premier tour | Sièges | Sièges |
| Tête de liste  | Tête de liste    | Liste          | Voix         | %            | CM     | CC     |
| -------------- | ---------------- | -------------- | ------------ | ------------ | ------ | ------ |
|                | Charlotte Goujon | PS-PCF-EÉLV    | 2 237        | 56,19        | 28     | 4      |
|                | Nicolas Goury    | RN             | 931          | 23,39        | 4      |        |
|                | William Tchamaha | LREM-MR        | 475          | 11,93        | 2      |        |
|                | Leïla Messaoudi  | LFI            | 338          | 8,49         | 1      |        |
|                |                  |                |              |              |        |        |
| Inscrits       | Inscrits         | Inscrits       | 12 428       | 100,00       |        |        |
| Abstentions    | Abstentions      | Abstentions    | 8 345        | 67,15        |        |        |
| Votants        | Votants          | Votants        | 4 083        | 32,85        |        |        |
| Blancs et nuls | Blancs et nuls   | Blancs et nuls | 102          | 2,50         |        |        |
| Exprimés       | Exprimés         | Exprimés       | 3 981        | 97,50        |        |        |

### Le Trait
- Maire sortant : Patrick Callais (DVG)
- 27 sièges à pourvoir au conseil municipal (population légale 2017 : 4 942 habitants)
- 1 siège à pourvoir au conseil communautaire (Métropole Rouen Normandie)

| Tête de liste | Tête de liste     | Liste       | Premier tour | Premier tour | Second tour | Second tour | Sièges  | Sièges  |
| Tête de liste | Tête de liste     | Liste       | Voix         | %            | Voix        | %           | CM      | CC      |
| ------------- | ----------------- | ----------- | ------------ | ------------ | ----------- | ----------- | ------- | ------- |
|               | Patrick Callais   | DVG         | 807          | 48,46        | 812         | 55,46       | 22      | 1       |
|               | Patrick Giraud    | DVG         | 413          | 24,80        | 492         | 33,60       | 4       | 0       |
|               | Juan Carlos Vegas | SE          | 235          | 14,11        | 160         | 10,92       | 1       | 0       |
|               | Hubert Lucas      | SE          | 213          | 12,61        | Retrait     | Retrait     | Retrait | Retrait |
|               |                   |             |              |              |             |             |         |         |
| Inscrits      | Inscrits          | Inscrits    | 3 779        | 100,00       | 3 775       | 100,00      |         |         |
| Abstentions   | Abstentions       | Abstentions | 2 072        | 54,83        | 2 274       | 60,24       |         |         |
| Votants       | Votants           | Votants     | 1 707        | 45,17        | 1 501       | 39,76       |         |         |
| Blancs        | Blancs            | Blancs      | 23           | 1,35         | 25          | 1,67        |         |         |
| Nuls          | Nuls              | Nuls        | 19           | 1,11         | 12          | 0,80        |         |         |
| Exprimés      | Exprimés          | Exprimés    | 1 665        | 97,54        | 1 464       | 97,53       |         |         |

### Le Tréport
- Maire sortant : Laurent Jacques (PCF)
- 27 sièges à pourvoir au conseil municipal (population légale 2017 : 4 870 habitants)
- 6 siège à pourvoir au conseil communautaire (Communauté de communes des Villes Sœurs)

| Tête de liste  | Tête de liste   | Liste          | Premier tour | Premier tour | Sièges | Sièges |
| Tête de liste  | Tête de liste   | Liste          | Voix         | %            | CM     | CC     |
| -------------- | --------------- | -------------- | ------------ | ------------ | ------ | ------ |
|                | Laurent Jacques | PCF-PS-EÉLV    | 1 203        | 73,00        | 24     | 5      |
|                | Cédric Mompach  | SE             | 445          | 27,00        | 3      | 1      |
|                |                 |                |              |              |        |        |
| Inscrits       | Inscrits        | Inscrits       | 3 521        | 100,00       |        |        |
| Abstentions    | Abstentions     | Abstentions    | 1 813        | 51,49        |        |        |
| Votants        | Votants         | Votants        | 1 708        | 48,51        |        |        |
| Blancs et nuls | Blancs et nuls  | Blancs et nuls | 60           | 3,51         |        |        |
| Exprimés       | Exprimés        | Exprimés       | 1 648        | 96,49        |        |        |

### Lillebonne
- Maire sortant : Philippe Leroux (DVD)
- 29 sièges à pourvoir au conseil municipal (population légale 2017 : 8 894 habitants)

8 sièges à pourvoir au conseil communautaire (CA Caux Seine Agglo)
| Tête de liste  | Tête de liste       | Liste          | Premier tour | Premier tour | Sièges | Sièges |
| Tête de liste  | Tête de liste       | Liste          | Voix         | %            | CM     | CC     |
| -------------- | ------------------- | -------------- | ------------ | ------------ | ------ | ------ |
|                | Christine Deschamps | DVG            | 1 242        | 52,83        | 22     | 6      |
|                | Philippe Leroux     | DVD            | 1 109        | 47,17        | 7      | 2      |
|                |                     |                |              |              |        |        |
| Inscrits       | Inscrits            | Inscrits       | 6 071        | 100,00       |        |        |
| Abstentions    | Abstentions         | Abstentions    | 3 628        | 59,76        |        |        |
| Votants        | Votants             | Votants        | 2 443        | 40,24        |        |        |
| Blancs et nuls | Blancs et nuls      | Blancs et nuls | 92           | 1,52         |        |        |
| Exprimés       | Exprimés            | Exprimés       | 2 351        | 38,73        |        |        |

### Malaunay
- Maire sortant : Guillaume Coutey (PS)
- 29 sièges à pourvoir au conseil municipal (population légale 2017 : 6 110 habitants)
- 1 siège à pourvoir au conseil communautaire (Métropole Rouen Normandie)

| Tête de liste  | Tête de liste    | Liste          | Premier tour | Premier tour | Sièges | Sièges |
| Tête de liste  | Tête de liste    | Liste          | Voix         | %            | CM     | CC     |
| -------------- | ---------------- | -------------- | ------------ | ------------ | ------ | ------ |
|                | Guillaume Coutey | PS             | 1 283        | 100,00       | 29     | 1      |
|                |                  |                |              |              |        |        |
| Inscrits       | Inscrits         | Inscrits       | 4 699        | 100,00       |        |        |
| Abstentions    | Abstentions      | Abstentions    | 3 324        | 70,74        |        |        |
| Votants        | Votants          | Votants        | 1 375        | 29,26        |        |        |
| Blancs et nuls | Blancs et nuls   | Blancs et nuls | 92           | 6,69         |        |        |
| Exprimés       | Exprimés         | Exprimés       | 1 283        | 93,31        |        |        |

### Maromme
- Maire sortant : David Lamiray (DVG)
- 31 sièges à pourvoir au conseil municipal (population légale 2017 : 10 908 habitants)
- 2 sièges à pourvoir au conseil communautaire (Métropole Rouen Normandie)

| Tête de liste  | Tête de liste  | Liste          | Premier tour | Premier tour | Sièges | Sièges |
| Tête de liste  | Tête de liste  | Liste          | Voix         | %            | CM     | CC     |
| -------------- | -------------- | -------------- | ------------ | ------------ | ------ | ------ |
|                | David Lamiray  | DVG            | 2 099        | 83,33        | 31     | 2      |
|                | Sandrine Henri | DVD            | 420          | 16,67        | 2      |        |
|                |                |                |              |              |        |        |
| Inscrits       | Inscrits       | Inscrits       | 6 404        | 100,00       |        |        |
| Abstentions    | Abstentions    | Abstentions    | 3 802        | 59,37        |        |        |
| Votants        | Votants        | Votants        | 2 602        | 40,63        |        |        |
| Blancs et nuls | Blancs et nuls | Blancs et nuls | 83           | 3,19         |        |        |
| Exprimés       | Exprimés       | Exprimés       | 2 519        | 96,81        |        |        |

### Mont-Saint-Aignan
- Maire sortant : Catherine Flavigny (LR)
- 33 sièges à pourvoir au conseil municipal (population légale 2017 : 18 850 habitants)
- 5 sièges à pourvoir au conseil communautaire (Métropole Rouen Normandie)

| Tête de liste | Tête de liste       | Liste           | Premier tour | Premier tour | Second tour | Second tour | Sièges | Sièges |
| Tête de liste | Tête de liste       | Liste           | Voix         | %            | Voix        | %           | CM     | CC     |
| ------------- | ------------------- | --------------- | ------------ | ------------ | ----------- | ----------- | ------ | ------ |
|               | Catherine Flavigny  | LR-LC-UDI diss. | 2 200        | 45,73        | 2 222       | 49,98       | 25     | 3      |
|               | Sylvie Nicq-Croizat | EÉLV-PCF        | 985          | 20,47        | 1 596       | 35,90       | 6      | 1      |
|               | Alexandre Riou      | PS              | 804          | 16,71        | 1 596       | 35,90       | 6      | 1      |
|               | Stéphane Holé       | LREM-MoDem-UDI  | 822          | 17,08        | 628         | 14,12       | 2      | 0      |
|               |                     |                 |              |              |             |             |        |        |
| Inscrits      | Inscrits            | Inscrits        | 12 565       | 100,00       | 12 564      | 100,00      |        |        |
| Abstentions   | Abstentions         | Abstentions     | 7 655        | 60,92        | 8 046       | 64,04       |        |        |
| Votants       | Votants             | Votants         | 4 910        | 39,08        | 4 518       | 35,96       |        |        |
| Blancs        | Blancs              | Blancs          | 42           | 0,86         | 39          | 0,86        |        |        |
| Nuls          | Nuls                | Nuls            | 57           | 1,16         | 33          | 0,73        |        |        |
| Exprimés      | Exprimés            | Exprimés        | 4 811        | 97,98        | 4 446       | 98,41       |        |        |

### Montivilliers
- Maire sortant : Daniel Fidelin (LR)
- 33 sièges à pourvoir au conseil municipal (population légale 2017 : 15 612 habitants)
- 8 sièges à pourvoir au conseil communautaire (CU Le Havre Seine Métropole)

| Tête de liste  | Tête de liste  | Liste                   | Premier tour | Premier tour | Sièges | Sièges |
| Tête de liste  | Tête de liste  | Liste                   | Voix         | %            | CM     | CC     |
| -------------- | -------------- | ----------------------- | ------------ | ------------ | ------ | ------ |
|                | Jérôme Dubost  | PS-EÉLV-PCF-G.s-PP-LRDG | 3 252        | 62,72        | 27     | 7      |
|                | Daniel Fidelin | LR                      | 1 933        | 37,28        | 6      | 1      |
|                |                |                         |              |              |        |        |
| Inscrits       | Inscrits       | Inscrits                | 12 105       | 100,00       |        |        |
| Abstentions    | Abstentions    | Abstentions             | 6 796        | 56,14        |        |        |
| Votants        | Votants        | Votants                 | 5 309        | 43,86        |        |        |
| Blancs et nuls | Blancs et nuls | Blancs et nuls          | 124          | 2,34         |        |        |
| Exprimés       | Exprimés       | Exprimés                | 5 185        | 97,66        |        |        |

### Montville
- Maire sortant : Myriam Travers (UDI)
- 27 sièges à pourvoir au conseil municipal (population légale 2017 : 4 760 habitants)
- 9 sièges à pourvoir au conseil communautaire (CC Inter-Caux-Vexin)

| Tête de liste  | Tête de liste       | Liste          | Premier tour | Premier tour | Sièges | Sièges |
| Tête de liste  | Tête de liste       | Liste          | Voix         | %            | CM     | CC     |
| -------------- | ------------------- | -------------- | ------------ | ------------ | ------ | ------ |
|                | Anne-Sophie Clabaut | DVD            | 1 181        | 65,97        | 23     | 6      |
|                | Thierry Langlois    | SE             | 609          | 34,02        | 4      | 1      |
|                |                     |                |              |              |        |        |
| Inscrits       | Inscrits            | Inscrits       | 3 600        | 100,00       |        |        |
| Abstentions    | Abstentions         | Abstentions    | 1 754        | 48,72        |        |        |
| Votants        | Votants             | Votants        | 1 846        | 51,28        |        |        |
| Blancs et nuls | Blancs et nuls      | Blancs et nuls | 56           | 3,03         |        |        |
| Exprimés       | Exprimés            | Exprimés       | 1 790        | 96,97        |        |        |

### Neufchâtel-en-Bray
- Maire sortant : Xavier Lefrançois (LR)
- 27 sièges à pourvoir au conseil municipal (population légale 2017 : 4 737 habitants)
- 11 sièges à pourvoir au conseil communautaire (CC Communauté Bray-Eawy)

| Tête de liste  | Tête de liste     | Liste          | Premier tour | Premier tour | Sièges | Sièges |
| Tête de liste  | Tête de liste     | Liste          | Voix         | %            | CM     | CC     |
| -------------- | ----------------- | -------------- | ------------ | ------------ | ------ | ------ |
|                | Xavier Lefrançois | LR             | 1 127        | 71,51        | 24     | 10     |
|                | Joël Lacaille     | DVG            | 449          | 28,49        | 3      | 1      |
|                |                   |                |              |              |        |        |
| Inscrits       | Inscrits          | Inscrits       | 3 431        | 100,00       |        |        |
| Abstentions    | Abstentions       | Abstentions    | 1 805        | 52,61        |        |        |
| Votants        | Votants           | Votants        | 1 626        | 47,39        |        |        |
| Blancs et nuls | Blancs et nuls    | Blancs et nuls | 50           | 3,08         |        |        |
| Exprimés       | Exprimés          | Exprimés       | 1 576        | 96,92        |        |        |

### Notre-Dame-de-Bondeville
- Maire sortant : Myriam Mulot (LFI)
- 29 sièges à pourvoir au conseil municipal (population légale 2017 : 7 015 habitants)
- 2 sièges à pourvoir au conseil communautaire (Métropole Rouen Normandie)

| Tête de liste  | Tête de liste     | Liste          | Premier tour | Premier tour | Sièges | Sièges |
| Tête de liste  | Tête de liste     | Liste          | Voix         | %            | CM     | CC     |
| -------------- | ----------------- | -------------- | ------------ | ------------ | ------ | ------ |
|                | Myriam Hulot      | LFI            | 940          | 50,42        | 22     | 1      |
|                | Christophe Aubert | PS             | 924          | 49,57        | 7      |        |
|                |                   |                |              |              |        |        |
| Inscrits       | Inscrits          | Inscrits       | 4 928        | 100,00       |        |        |
| Abstentions    | Abstentions       | Abstentions    | 3 002        | 60,92        |        |        |
| Votants        | Votants           | Votants        | 1 926        | 39,08        |        |        |
| Blancs et nuls | Blancs et nuls    | Blancs et nuls | 62           | 3,21         |        |        |
| Exprimés       | Exprimés          | Exprimés       | 1 864        | 96,78        |        |        |

### Octeville-sur-Mer
- Maire sortant : Jean-Louis Rousselin (DVD)
- 29 sièges à pourvoir au conseil municipal (population légale 2017 : 5 918 habitants)
- 3 sièges à pourvoir au conseil communautaire (CU Le Havre Seine Métropole)

| Tête de liste  | Tête de liste        | Liste          | Premier tour | Premier tour | Sièges | Sièges |
| Tête de liste  | Tête de liste        | Liste          | Voix         | %            | CM     | CC     |
| -------------- | -------------------- | -------------- | ------------ | ------------ | ------ | ------ |
|                | Jean-Louis Rousselin | DVD            | 1 177        | 57,00        | 23     | 3      |
|                | Bruno Pizant         | SE             | 888          | 43,00        | 6      |        |
|                |                      |                |              |              |        |        |
| Inscrits       | Inscrits             | Inscrits       | 4 964        | 100,00       |        |        |
| Abstentions    | Abstentions          | Abstentions    | 2 846        | 57,33        |        |        |
| Votants        | Votants              | Votants        | 2 18         | 42,67        |        |        |
| Blancs et nuls | Blancs et nuls       | Blancs et nuls | 53           | 2,50         |        |        |
| Exprimés       | Exprimés             | Exprimés       | 2 065        | 97,50        |        |        |

### Offranville
- Maire sortant : Imelda Vandecandelaere (DVD)
- 23 sièges à pourvoir au conseil municipal (population légale 2017 : 3 119 habitants)
- 4 sièges à pourvoir au conseil communautaire (CA de la Région Dieppoise)

| Tête de liste | Tête de liste          | Liste       | Premier tour | Premier tour | Second tour | Second tour | Sièges | Sièges |
| Tête de liste | Tête de liste          | Liste       | Voix         | %            | Voix        | %           | CM     | CC     |
| ------------- | ---------------------- | ----------- | ------------ | ------------ | ----------- | ----------- | ------ | ------ |
|               | Imelda Vandecandelaere | DVD         | 796          | 49,31        | 837         | 53,48       | 18     | 3      |
|               | Annick Beaurain        | SE          | 552          | 34,20        | 576         | 36,80       | 4      | 1      |
|               | Jean-Luc Hudé          | PS          | 266          | 16,48        | 152         | 9,71        | 1      | 0      |
|               |                        |             |              |              |             |             |        |        |
| Inscrits      | Inscrits               | Inscrits    | 2 709        | 100,00       | 2 710       |             |        |        |
| Abstentions   | Abstentions            | Abstentions | 1 062        | 39,20        | 1 120       | 41,33       |        |        |
| Votants       | Votants                | Votants     | 1 647        | 60,80        | 1 590       | 58,67       |        |        |
| Blancs        | Blancs                 | Blancs      | 18           | 1,09         | 3           | 0,19        |        |        |
| Nuls          | Nuls                   | Nuls        | 15           | 0,91         | 22          | 1,38        |        |        |
| Exprimés      | Exprimés               | Exprimés    | 1 614        | 98,00        | 1 565       | 98,43       |        |        |

### Oissel
- Maire sortant : Stéphane Barré (PCF)
- 33 sièges à pourvoir au conseil municipal (population légale 2017 : 11 895 habitants)
- 2 sièges à pourvoir au conseil communautaire (Métropole Rouen Normandie)

| Tête de liste  | Tête de liste       | Liste          | Premier tour | Premier tour | Sièges | Sièges |
| Tête de liste  | Tête de liste       | Liste          | Voix         | %            | CM     | CC     |
| -------------- | ------------------- | -------------- | ------------ | ------------ | ------ | ------ |
|                | Stéphane Barré      | PCF- PS        | 1 805        | 76,71        | 30     | 2      |
|                | Christine Letellier | SE             | 379          | 16,11        | 2      |        |
|                | Pascal Le Manach    | LO             | 169          | 7,18         | 1      |        |
|                |                     |                |              |              |        |        |
| Inscrits       | Inscrits            | Inscrits       | 7 270        | 100,00       |        |        |
| Abstentions    | Abstentions         | Abstentions    | 4 774        | 65,67        |        |        |
| Votants        | Votants             | Votants        | 2 496        | 34,33        |        |        |
| Blancs et nuls | Blancs et nuls      | Blancs et nuls | 143          | 5,73         |        |        |
| Exprimés       | Exprimés            | Exprimés       | 2 353        | 94,27        |        |        |

### Pavilly
- Maire sortant : François Tierce (SE)
- 29 sièges à pourvoir au conseil municipal (population légale 2017 : 6 308 habitants)
- 12 sièges à pourvoir au conseil communautaire (CC Caux-Austreberthe)

| Tête de liste  | Tête de liste   | Liste          | Premier tour | Premier tour | Sièges | Sièges |
| Tête de liste  | Tête de liste   | Liste          | Voix         | %            | CM     | CC     |
| -------------- | --------------- | -------------- | ------------ | ------------ | ------ | ------ |
|                | François Tierce | SE             | 1 369        | 64,85        | 25     | 8      |
|                | Michèle Démares | DVG            | 380          | 18,00        | 2      | 1      |
|                | Maxime Da Silva | DVG            | 362          | 17,14        | 2      | 1      |
|                |                 |                |              |              |        |        |
| Inscrits       | Inscrits        | Inscrits       | 4 903        | 100,00       |        |        |
| Abstentions    | Abstentions     | Abstentions    | 2 738        | 55,84        |        |        |
| Votants        | Votants         | Votants        | 2 165        | 44,16        |        |        |
| Blancs et nuls | Blancs et nuls  | Blancs et nuls | 54           | 2,49         |        |        |
| Exprimés       | Exprimés        | Exprimés       | 2 111        | 97,51        |        |        |

### Petit-Caux
- Maire sortant : Patrick Martin (PS)
- 69 sièges à pourvoir au conseil municipal (population légale 2017 : 9 553 habitants)
- 18 sièges à pourvoir au conseil communautaire (CC Falaises du Talou)

| Tête de liste  | Tête de liste    | Liste          | Premier tour | Premier tour | Sièges | Sièges |
| Tête de liste  | Tête de liste    | Liste          | Voix         | %            | CM     | CC     |
| -------------- | ---------------- | -------------- | ------------ | ------------ | ------ | ------ |
|                | Patrice Philippe | SE             | 2 237        | 56,60        | 54     | 14     |
|                | Patrick Martin   | PS             | 1 715        | 43,39        | 15     | 4      |
|                |                  |                |              |              |        |        |
| Inscrits       | Inscrits         | Inscrits       | 7 357        | 100,00       |        |        |
| Abstentions    | Abstentions      | Abstentions    | 3 235        | 43,97        |        |        |
| Votants        | Votants          | Votants        | 4 122        | 56,03        |        |        |
| Blancs et nuls | Blancs et nuls   | Blancs et nuls | 170          | 4,12         |        |        |
| Exprimés       | Exprimés         | Exprimés       | 3 952        | 95,88        |        |        |

### Petit-Couronne
- Maire sortant : Dominique Randon (PS)
- 29 sièges à pourvoir au conseil municipal (population légale 2017 : 8 619 habitants)
- 1 siège à pourvoir au conseil communautaire (Métropole Rouen Normandie)

| Tête de liste  | Tête de liste  | Liste          | Premier tour | Premier tour | Sièges | Sièges |
| Tête de liste  | Tête de liste  | Liste          | Voix         | %            | CM     | CC     |
| -------------- | -------------- | -------------- | ------------ | ------------ | ------ | ------ |
|                | Joël Bigot     | PS             | 1 507        | 100,00       | 29     | 1      |
|                |                |                |              |              |        |        |
| Inscrits       | Inscrits       | Inscrits       | 6 064        | 100,00       |        |        |
| Abstentions    | Abstentions    | Abstentions    | 4 354        | 71,80        |        |        |
| Votants        | Votants        | Votants        | 1 710        | 28,20        |        |        |
| Blancs et nuls | Blancs et nuls | Blancs et nuls | 203          | 11,87        |        |        |
| Exprimés       | Exprimés       | Exprimés       | 1 507        | 88,13        |        |        |

### Port-Jérôme-sur-Seine
- Maire sortant : Virginie Carolo-Lutrot (DVD)
- 35 sièges à pourvoir au conseil municipal (population légale 2017 : 10 030 habitants)
- 9 sièges à pourvoir au conseil communautaire (CA Caux Seine Agglo)

| Tête de liste  | Tête de liste          | Liste          | Premier tour | Premier tour | Sièges | Sièges |
| Tête de liste  | Tête de liste          | Liste          | Voix         | %            | CM     | CC     |
| -------------- | ---------------------- | -------------- | ------------ | ------------ | ------ | ------ |
|                | Virginie Carolo-Lutrot | DVD            | 2 069        | 71,41        | 31     | 9      |
|                | Jean-Cyril Montier     | RN             | 460          | 15,87        | 2      |        |
|                | Marie-Odile Lecourtois | PCF            | 368          | 12,70        | 2      |        |
|                |                        |                |              |              |        |        |
| Inscrits       | Inscrits               | Inscrits       | 7 471        | 100,00       |        |        |
| Abstentions    | Abstentions            | Abstentions    | 4 510        | 60,37        |        |        |
| Votants        | Votants                | Votants        | 2 961        | 39,63        |        |        |
| Blancs et nuls | Blancs et nuls         | Blancs et nuls | 64           | 2,16         |        |        |
| Exprimés       | Exprimés               | Exprimés       | 2 897        | 97,84        |        |        |

### Quincampoix
- Maire sortant : Éric Herbet (DVD)
- 23 sièges à pourvoir au conseil municipal (population légale 2017 : 2 994 habitants)
- 4 sièges à pourvoir au conseil communautaire (CC Inter-Caux-Vexin)

| Tête de liste  | Tête de liste  | Liste          | Premier tour | Premier tour | Sièges | Sièges |
| Tête de liste  | Tête de liste  | Liste          | Voix         | %            | CM     | CC     |
| -------------- | -------------- | -------------- | ------------ | ------------ | ------ | ------ |
|                | Éric Herbet    | DVD            | 817          | 60,65        | 19     | 3      |
|                | Éric Bocquen   | DVD            | 530          | 39,34        | 4      | 1      |
|                |                |                |              |              |        |        |
| Inscrits       | Inscrits       | Inscrits       | 2 670        | 100,00       |        |        |
| Abstentions    | Abstentions    | Abstentions    | 1 306        | 48,91        |        |        |
| Votants        | Votants        | Votants        | 1 364        | 51,09        |        |        |
| Blancs et nuls | Blancs et nuls | Blancs et nuls | 17           | 1,25         |        |        |
| Exprimés       | Exprimés       | Exprimés       | 1 347        | 98,75        |        |        |

### Rives-en-Seine
- Maire sortant : Bastien Coriton (DVG)
- 29 sièges à pourvoir au conseil municipal (population légale 2017 : 4 259 habitants)
- 4 sièges à pourvoir au conseil communautaire (CA Caux Seine Agglo)

| Tête de liste  | Tête de liste   | Liste          | Premier tour | Premier tour | Sièges | Sièges |
| Tête de liste  | Tête de liste   | Liste          | Voix         | %            | CM     | CC     |
| -------------- | --------------- | -------------- | ------------ | ------------ | ------ | ------ |
|                | Bastien Coriton | DVG            | 1 100        | 100,00       | 29     | 4      |
|                |                 |                |              |              |        |        |
| Inscrits       | Inscrits        | Inscrits       | 3 041        | 100,00       |        |        |
| Abstentions    | Abstentions     | Abstentions    | 1 645        | 54,09        |        |        |
| Votants        | Votants         | Votants        | 1 396        | 45,91        |        |        |
| Blancs et nuls | Blancs et nuls  | Blancs et nuls | 296          | 11,20        |        |        |
| Exprimés       | Exprimés        | Exprimés       | 1 100        | 78,80        |        |        |

### Rouen
- Maire sortant : Yvon Robert (PS)
- 55 sièges à pourvoir au conseil municipal (population légale 2017 : 110 145 habitants)
- 24 sièges à pourvoir au conseil communautaire (Métropole Rouen Normandie)

| Tête de liste            | Tête de liste            | Liste                    | Premier tour | Premier tour | Second tour | Second tour | Sièges | Sièges |
| Tête de liste            | Tête de liste            | Liste                    | Voix         | %            | Voix        | %           | CM     | CC     |
| ------------------------ | ------------------------ | ------------------------ | ------------ | ------------ | ----------- | ----------- | ------ | ------ |
|                          | Nicolas Mayer-Rossignol  | PS                       | 6 144        | 29,52        | 10 889      | 67,12       | 46     | 20     |
|                          | Jean-Michel Beregovoy    | EELV-PCF                 | 4 820        | 23,16        | 10 889      | 67,12       | 46     | 20     |
|                          | Jean-François Bures      | DVD                      | 2 115        | 10,16        | 5 333       | 32,87       | 9      | 4      |
|                          | Marine Caron             | DVC                      | 1 279        | 6,14         | 5 333       | 32,87       | 9      | 4      |
|                          | Jean-Louis Louvel        | LREM-MoDem-Agir-LR-LC    | 3 494        | 16,79        | Retrait     | Retrait     | 0      | 0      |
|                          | Guillaume Pennelle       | RN                       | 1 411        | 6,78         |             |             |        |        |
|                          | Lionel Descamps          | LFI                      | 735          | 3,53         |             |             |        |        |
|                          | Pierre-Alexandre Guesdon | PA                       | 452          | 2,17         |             |             |        |        |
|                          | Marc Fouilloux           | NPA                      | 221          | 1,06         |             |             |        |        |
|                          | Frédéric Podguszer       | LO                       | 143          | 0,69         |             |             |        |        |
|                          |                          |                          |              |              |             |             |        |        |
| Votes exprimés           | Votes exprimés           | Votes exprimés           | 20 814       | 96,86        | 16 222      | 96,58       |        |        |
| Votes blancs             | Votes blancs             | Votes blancs             | 173          | 0,81         | 348         | 2,07        |        |        |
| Votes nuls               | Votes nuls               | Votes nuls               | 502          | 2,34         | 226         | 1,35        |        |        |
| Total                    | Total                    | Total                    | 21 489       | 100          | 16 796      | 100         | 55     | 24     |
| Abstention               | Abstention               | Abstention               | 35 075       | 62,01        | 39 810      | 70,33       |        |        |
| Inscrits / participation | Inscrits / participation | Inscrits / participation | 56 564       | 37,99        | 56 606      | 29,67       |        |        |

### Saint-Aubin-lès-Elbeuf
- Maire sortant : Jean-Marie Masson (DVG)
- 29 sièges à pourvoir au conseil municipal (population légale 2017 : 8 309 habitants)
- 1 siège à pourvoir au conseil communautaire (Métropole Rouen Normandie)

| Tête de liste  | Tête de liste           | Liste          | Premier tour | Premier tour | Sièges | Sièges |
| Tête de liste  | Tête de liste           | Liste          | Voix         | %            | CM     | CC     |
| -------------- | ----------------------- | -------------- | ------------ | ------------ | ------ | ------ |
|                | Karine Bendjebara-Blais | DVG            | 1 212        | 63,75        | 24     | 1      |
|                | Dominique Ledeme        | SE             | 689          | 36,24        | 5      |        |
|                |                         |                |              |              |        |        |
| Inscrits       | Inscrits                | Inscrits       | 5 647        | 100,00       |        |        |
| Abstentions    | Abstentions             | Abstentions    | 3 671        | 65,01        |        |        |
| Votants        | Votants                 | Votants        | 1 976        | 34,99        |        |        |
| Blancs et nuls | Blancs et nuls          | Blancs et nuls | 75           | 3,80         |        |        |
| Exprimés       | Exprimés                | Exprimés       | 1 901        | 96,20        |        |        |

### Saint-Étienne-du-Rouvray
- Maire sortant : Joachim Moyse (PCF)
- 35 sièges à pourvoir au conseil municipal (population légale 2017 : 28 641 habitants)
- 6 sièges à pourvoir au conseil communautaire (Métropole Rouen Normandie)

| Tête de liste  | Tête de liste  | Liste          | Premier tour | Premier tour | Sièges | Sièges |
| Tête de liste  | Tête de liste  | Liste          | Voix         | %            | CM     | CC     |
| -------------- | -------------- | -------------- | ------------ | ------------ | ------ | ------ |
|                | Joachim Moyse  | PCF-LFI-PS     | 3 599        | 78,94        | 32     | 6      |
|                | Brahim Charafi | DVC            | 624          | 13,69        | 2      |        |
|                | Noura Hamiche  | NPA            | 336          | 7,37         | 1      |        |
|                |                |                |              |              |        |        |
| Inscrits       | Inscrits       | Inscrits       | 16 788       | 100,00       |        |        |
| Abstentions    | Abstentions    | Abstentions    | 11 899       | 70,88        |        |        |
| Votants        | Votants        | Votants        | 4 889        | 29,12        |        |        |
| Blancs et nuls | Blancs et nuls | Blancs et nuls | 330          | 6,75         |        |        |
| Exprimés       | Exprimés       | Exprimés       | 4 559        | 93,25        |        |        |

### Saint-Léger-du-Bourg-Denis
- Maire sortant : Jean-Pierre Garcia (LFI)
- 23 sièges à pourvoir au conseil municipal (population légale 2017 : 3 450 habitants)
- 1 siège à pourvoir au conseil métropolitain (Métropole Rouen Normandie)

| Tête de liste  | Tête de liste            | Liste          | Premier tour | Premier tour | Sièges | Sièges |
| Tête de liste  | Tête de liste            | Liste          | Voix         | %            | CM     | CC     |
| -------------- | ------------------------ | -------------- | ------------ | ------------ | ------ | ------ |
|                | Géraldine Théry          | DVG            | 621          | 57,07        | 18     | 1      |
|                | Thérèse Deriviere-Julien | PS             | 467          | 42,92        | 5      |        |
|                |                          |                |              |              |        |        |
| Inscrits       | Inscrits                 | Inscrits       | 2 602        | 100,00       |        |        |
| Abstentions    | Abstentions              | Abstentions    | 1 484        | 57,03        |        |        |
| Votants        | Votants                  | Votants        | 1 118        | 42,97        |        |        |
| Blancs et nuls | Blancs et nuls           | Blancs et nuls | 30           | 2,68         |        |        |
| Exprimés       | Exprimés                 | Exprimés       | 1 088        | 97,32        |        |        |

### Saint-Nicolas-d'Aliermont
- Maire sortant : Blandine Lefebvre (UDI)
- 27 sièges à pourvoir au conseil municipal (population légale 2017 : 3 705 habitants)
- 7 sièges à pourvoir au conseil communautaire (CC Falaises du Talou)

| Tête de liste  | Tête de liste      | Liste          | Premier tour | Premier tour | Sièges | Sièges |
| Tête de liste  | Tête de liste      | Liste          | Voix         | %            | CM     | CC     |
| -------------- | ------------------ | -------------- | ------------ | ------------ | ------ | ------ |
|                | Blandine Lefebvre* | UDI            | 854          | 54,63        | 21     | 6      |
|                | Thierry Couaillet  | UDI diss.      | 709          | 45,36        | 6      | 1      |
|                |                    |                |              |              |        |        |
| Inscrits       | Inscrits           | Inscrits       | 2 841        | 100,00       |        |        |
| Abstentions    | Abstentions        | Abstentions    | 1 223        | 43,05        |        |        |
| Votants        | Votants            | Votants        | 1 618        | 56,95        |        |        |
| Blancs et nuls | Blancs et nuls     | Blancs et nuls | 55           | 3,40         |        |        |
| Exprimés       | Exprimés           | Exprimés       | 1 563        | 96,60        |        |        |

### Saint-Pierre-lès-Elbeuf
- Maire sortant : Patrice Désanglois (PS)
- 29 sièges à pourvoir au conseil municipal (population légale 2017 : 8 202 habitants)
- 1 siège à pourvoir au conseil communautaire (Métropole Rouen Normandie)

| Tête de liste  | Tête de liste      | Liste          | Premier tour | Premier tour | Sièges | Sièges |
| Tête de liste  | Tête de liste      | Liste          | Voix         | %            | CM     | CC     |
| -------------- | ------------------ | -------------- | ------------ | ------------ | ------ | ------ |
|                | Nadia Mezrar       | PS diss.       | 1 442        | 53,40        | 23     | 1      |
|                | Patrice Désanglois | PS             | 1 258        | 46,59        | 6      | 0      |
|                |                    |                |              |              |        |        |
| Inscrits       | Inscrits           | Inscrits       | 6 408        | 100,00       |        |        |
| Abstentions    | Abstentions        | Abstentions    | 3 653        | 57,01        |        |        |
| Votants        | Votants            | Votants        | 2 755        | 42,99        |        |        |
| Blancs et nuls | Blancs et nuls     | Blancs et nuls | 55           | 1,99         |        |        |
| Exprimés       | Exprimés           | Exprimés       | 2 700        | 98,00        |        |        |

### Saint-Romain-de-Colbosc
- Maire sortant : Bertrand Girardin (DVD)
- 27 sièges à pourvoir au conseil municipal (population légale 2017 : 4 132 habitants)
- 2 sièges à pourvoir au conseil communautaire (Le Havre Seine Métropole)

| Tête de liste  | Tête de liste   | Liste          | Premier tour | Premier tour | Sièges | Sièges |
| Tête de liste  | Tête de liste   | Liste          | Voix         | %            | CM     | CC     |
| -------------- | --------------- | -------------- | ------------ | ------------ | ------ | ------ |
|                | Clotilde Eudier | LR             | 854          | 55,78        | 21     | 2      |
|                | Hubert Leclercq | SE             | 677          | 44,22        | 6      | 0      |
|                |                 |                |              |              |        |        |
| Inscrits       | Inscrits        | Inscrits       | 3 152        | 100,00       |        |        |
| Abstentions    | Abstentions     | Abstentions    | 1 586        | 50,32        |        |        |
| Votants        | Votants         | Votants        | 1 566        | 49,86        |        |        |
| Blancs et nuls | Blancs et nuls  | Blancs et nuls | 35           | 2,24         |        |        |
| Exprimés       | Exprimés        | Exprimés       | 1 531        | 97,77        |        |        |

### Saint-Valery-en-Caux
- Maire sortant : Dominique Chauvel (DVG)
- 29 sièges à pourvoir au conseil municipal (population légale 2017 : 4 006 habitants)
- 13 siège à pourvoir au conseil communautaire (Communauté de communes de la Côte d'Albâtre)

| Tête de liste  | Tête de liste       | Liste          | Premier tour | Premier tour | Sièges | Sièges |
| Tête de liste  | Tête de liste       | Liste          | Voix         | %            | CM     | CC     |
| -------------- | ------------------- | -------------- | ------------ | ------------ | ------ | ------ |
|                | Jean-François Ouvry | DVD            | 798          | 51,75        | 21     | 9      |
|                | Joël Sallé          | DVG            | 462          | 29,96        | 4      | 1      |
|                | Raphaël Distante    | DVD            | 282          | 18,29        | 2      | 1      |
|                |                     |                |              |              |        |        |
| Inscrits       | Inscrits            | Inscrits       | 3 049        | 100,00       |        |        |
| Abstentions    | Abstentions         | Abstentions    | 1 448        | 47,49        |        |        |
| Votants        | Votants             | Votants        | 1 601        | 52,51        |        |        |
| Blancs et nuls | Blancs et nuls      | Blancs et nuls | 59           | 3,69         |        |        |
| Exprimés       | Exprimés            | Exprimés       | 1 542        | 96,31        |        |        |

### Sainte-Adresse
- Maire sortant : Hubert Dejean de La Batie (UDI)
- 29 sièges à pourvoir au conseil municipal (population légale 2017 : 7 389 habitants)
- 3 siège à pourvoir au conseil communautaire (Le Havre Seine Métropole)

| Tête de liste  | Tête de liste             | Liste          | Premier tour | Premier tour | Sièges | Sièges |
| Tête de liste  | Tête de liste             | Liste          | Voix         | %            | CM     | CC     |
| -------------- | ------------------------- | -------------- | ------------ | ------------ | ------ | ------ |
|                | Hubert Dejean De La Batie | UDI            | 1 358        | 100,00       | 29     | 3      |
|                |                           |                |              |              |        |        |
| Inscrits       | Inscrits                  | Inscrits       | 5 589        | 100,00       |        |        |
| Abstentions    | Abstentions               | Abstentions    | 4 037        | 72,23        |        |        |
| Votants        | Votants                   | Votants        | 1 552        | 27,77        |        |        |
| Blancs et nuls | Blancs et nuls            | Blancs et nuls | 194          | 12,50        |        |        |
| Exprimés       | Exprimés                  | Exprimés       | 1 358        | 87,50        |        |        |

### Sotteville-lès-Rouen
- Maire sortant : Luce Pane (PS)
- 35 sièges à pourvoir au conseil municipal (population légale 2017 : 28 965 habitants)
- 8 sièges à pourvoir au conseil communautaire (Métropole Rouen Normandie)

| Tête de liste | Tête de liste     | Liste                   | Premier tour | Premier tour | Second tour | Second tour | Sièges | Sièges |
| Tête de liste | Tête de liste     | Liste                   | Voix         | %            | Voix        | %           | CM     | CC     |
| ------------- | ----------------- | ----------------------- | ------------ | ------------ | ----------- | ----------- | ------ | ------ |
|               | Luce Pane         | PS                      | 3 271        | 46,27        | 2 787       | 48,42       | 27     | 5      |
|               | Alexis Vernier    | LFI-EÉLV-PCF-G.s-GDS-E! | 1 793        | 25,36        | 1 582       | 27,48       | 5      | 1      |
|               | Stéphane Delahaye | RN                      | 1 038        | 14,68        | 843         | 14,64       | 2      | 0      |
|               | Jean Eastabrook   | LREM                    | 797          | 11,27        | 544         | 9,45        | 1      | 0      |
|               | Jean-Luc Robin    | LO                      | 170          | 2,40         |             |             |        |        |
|               |                   |                         |              |              |             |             |        |        |
| Inscrits      | Inscrits          | Inscrits                | 19 871       | 100,00       | 19 871      | 100,00      |        |        |
| Abstentions   | Abstentions       | Abstentions             | 12 577       | 63,29        | 13 938      | 70,14       |        |        |
| Votants       | Votants           | Votants                 | 7 294        | 36,71        | 5 933       | 29,86       |        |        |
| Blancs        | Blancs            | Blancs                  | 106          | 1,45         | 87          | 1,47        |        |        |
| Nuls          | Nuls              | Nuls                    | 119          | 1,63         | 90          | 1,52        |        |        |
| Exprimés      | Exprimés          | Exprimés                | 7 069        | 96,92        | 5 756       | 97,02       |        |        |

### Terres-de-Caux
- Maire sortant : Jean-Marc Vasse (LR)
- 33 sièges à pourvoir au conseil municipal (population légale 2017 : 4 142 habitants)
- 4 sièges à pourvoir au conseil communautaire (Caux Seine Agglo)

| Tête de liste  | Tête de liste   | Liste          | Premier tour | Premier tour | Sièges | Sièges |
| Tête de liste  | Tête de liste   | Liste          | Voix         | %            | CM     | CC     |
| -------------- | --------------- | -------------- | ------------ | ------------ | ------ | ------ |
|                | Jean-Marc Vasse | LR             | 870          | 57,73        | 25     | 3      |
|                | Joël Lefebvre   | SE             | 637          | 42,26        | 6      | 1      |
|                |                 |                |              |              |        |        |
| Inscrits       | Inscrits        | Inscrits       | 2 950        | 100,00       |        |        |
| Abstentions    | Abstentions     | Abstentions    | 1 377        | 46,68        |        |        |
| Votants        | Votants         | Votants        | 1 573        | 53,32        |        |        |
| Blancs et nuls | Blancs et nuls  | Blancs et nuls | 66           | 4,20         |        |        |
| Exprimés       | Exprimés        | Exprimés       | 1 507        | 95,80        |        |        |

### Yvetot
- Maire sortant : Émile Canu (PS)
- 33 sièges à pourvoir au conseil municipal (population légale 2017 : 11 859 habitants)
- 18 sièges à pourvoir au conseil communautaire (CC Yvetot Normandie)

| Tête de liste  | Tête de liste    | Liste          | Premier tour | Premier tour | Sièges | Sièges |
| Tête de liste  | Tête de liste    | Liste          | Voix         | %            | CM     | CC     |
| -------------- | ---------------- | -------------- | ------------ | ------------ | ------ | ------ |
|                | Émile Canu       | PS             | 2 016        | 56,71        | 26     | 14     |
|                | Charlotte Masset | DVC            | 1 052        | 29,59        | 5      | 3      |
|                | Laurent Bénard   | MoDem-LREM-AG  | 487          | 13,70        | 2      | 1      |
|                |                  |                |              |              |        |        |
| Inscrits       | Inscrits         | Inscrits       | 8 778        | 100,00       |        |        |
| Abstentions    | Abstentions      | Abstentions    | 5 114        | 58,26        |        |        |
| Votants        | Votants          | Votants        | 3 664        | 41,74        |        |        |
| Blancs et nuls | Blancs et nuls   | Blancs et nuls | 109          | 2,98         |        |        |
| Exprimés       | Exprimés         | Exprimés       | 3 555        | 97,03        |        |        |